# Phân họ Ốc cối (Coninae)
Ốc cối, dân gian cũng hay gọi là ốc nón, thuộc phân họ Ốc cối Coninae, họ Ốc cối Conidae, là một phân họ ốc sên biển từ nhỏ đến hoàn toàn lớn trong họ Conidae, có vỏ hình nón. Nhiều loài có khuôn mẫu đầy màu sắc trên bề mặt vỏ.
Ốc nón là tên gọi dùng cho nhiều loài khác nhau, thuộc nhiều họ khác nhau và không liên quan với nhau, chỉ có điểm chung về mặt hình dạng là giống hình nón.

## Đặc điểm
Chúng là loài săn mồi và có nọc độc với mức độ khác nhau hứa hẹn như là một nguồn dược chất mới quan trọng. Các loài nguy hiểm nhất (như ốc cối địa lý) săn cá bằng cách sử dụng hàm răng giống như lao móc và một tuyến độc. Những con khác săn và ăn sâu biển hoặc các động vật thân mềm. Tuy di chuyển chậm chạp nhưng ốc nón vẫn bắt được cá nhờ khả năng ẩn nấp tài tình, chất độc và một bộ phận độc đáo của chúng. Chúng săn mồi nhờ một ống hút và một tuyến độc. Vào ban ngày ốc nón nghỉ ngơi. Khi màn đêm buông xuống, chúng di chuyển trên đáy biển giống như những con ốc vô hại khác. Chúng rình mồi bằng cách náu thân dưới cát và chỉ giơ ống hút lên. Khi con mồi tới gần, chúng sẽ tóm chặt mục tiêu rồi tiêm chất độc vào cơ thể mồi. Chất độc khiến con mồi tê liệt và ốc nón nuốt chửng nó một cách dễ dàng.

## Lưu ý
Ốc nón nhỏ đốt/chích thì vết đốt/chích có thể như vết ong đốt/chích nhưng nếu bị con lớn đốt/chích thì có thể nghiêm trọng làm chết người trong vòng 2-3 phút, do vậy không nên cầm chúng hoặc khi cầm thì phải hết sức cẩn thận.

## Các chi
- Calibanus da Motta, 1991
- Chelyconus Mörch, 1852
- Conus Linnaeus, 1758
- Cylinder Montfort, 1810
- Darioconus Iredale, 1930
- Endemoconus Iredale, 1931
- Eugeniconus da Motta, 1991
- Gastridium Modeer, 1793
- Leptoconus Swainson, 1840
- Nataliconus Tucker & Tenorio, 2009
- Phasmoconus Mörch, 1852
- Pionoconus Mörch, 1852
- Protostrioconus Tucker & Tenorio, 2009
- Pseudolilliconus Tucker & Tenorio, 2009
- Textilia Swainson, 1840